# Ратуша (Эмден)
Ратуша Эмдена (нем. Rathaus Emden) — административное здание в центре в восточнофризского города Эмден, первоначально построенное в 1574—1576 годах архитектором Лореном ван Стенвинкелем. Будучи почти полностью уничтожено воздушными налетами во время Второй мировой войны, здание было перестроено из современных материалов с сохранением некоторых элементов от предыдущего строения: открытие состоялось 6 сентября 1962 года.

## История и описание
Ратуша в портовом городе Эмден (Восточная Фризия) была заложена в 1574 году — её проект был создан антверпенским архитектором Лореном ван Стенвинкелем; здание, образцом для которого во многом послужила мэрия Антверпена (см. Антверпенская ратуша), было достроено к 1576 году. В 1912 году специалисты из франкфуртской мастерской Рудольфа и Отто Линнеманна создала ряд эскизов для витражей здания: в архиве мастерской хранится пятнадцать эскизов и множество старых фотографий готовых витражей.
После почти полного уничтожения здания в результате серии воздушных налетов на Эмден в годы Второй мировой войны, оно было перестроено — при этом некоторые элементы от здания-предшественника были сохранены: например, часть кладки первого этажа. Открытие новой ратуши состоялось 6 сентября 1962 года — ровно через 18 лет после разрушения всего Старого города. В дополнение к резиденции городской администрации, в нём была открыта городская библиотека и постоянная выставка, рассказывавшая об истории города. Последняя стала известна благодаря своей обширной коллекции средневекового оружия из городских арсеналов. Выставка разрослась и стала музеем (см. Восточно-фризский земельный музей в Эмдене), а администрация города переехала в новое здание на площади Фрикенштайнплац.
Спустя сорок лет после своего открытия, здание потребовало перестройки и расширения: осенью 2001 года был проведен общеевропейский конкурс на лучший архитектурный проект, в котором приняли участие 14 фирм и бюро. Ганноверские архитекторы Роджер Аренс и Геше Грабенхорст, совместно с берлинским офисом бюро «Iglhaut und Partner», представили проект-победитель. 6 сентября 2005 года — в 61-ю годовщину разрушения города — здание и музей вновь открыли свои двери для посетителей.